# インカ・ロカ

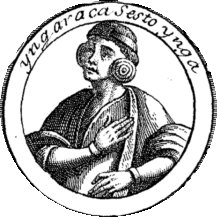
インカ・ロカ

インカ・ロカ（英語: Inca Roca、ケチュア語: Inka Ruq'a＝寛大王、生没年不詳、在位1350年頃〜1380年頃）は、クスコ王国の6代サパ・インカ（皇帝）（上王朝初代）である。父は5代サパ・インカであるカパック・ユパンキ、王妃にママ・ミチェイ、子に7代ヤワル・ワカがいる。
父王カパック・ユパンキの後継者は正妻クシ・ヒルペイの所生であるキスペ・ユパンキであったが、父王死後、上（ハナン、hanan）クスコは、それまで王位を伝えていた下（ウリン、hurin）クスコに反逆。キスペ・ユパンキを殺し、王座をカパック・ユパンキの側室クシ・チンボの息子、インカ・ロカに与えた。即位後、彼は宮殿をクスコのウリン地区に移転した。
伝説によると、彼はチャンカ族を征服し、ヤチェイワシと呼ばれる貴族教育のための学校を設立したと言われている。この征服行為によって、彼は腰をすえてクスコ周辺地域の灌漑改良をしたようにも思えるが、チャンカ族は依然彼の後継者を煩わし続けた。